# Кут (Нямц)
Кут (рум. Cut) — село у повіті Нямц в Румунії. Входить до складу комуни Думбрава-Рошіє.
Село розташоване на відстані 273 км на північ від Бухареста, 6 км на південний схід від П'ятра-Нямца, 93 км на захід від Ясс, 149 км на північний схід від Брашова.

## Населення
За даними перепису населення 2002 року у селі проживали 2464 особи, з них 2462 особи (99,9%) румунів. Рідною мовою 2462 особи (99,9%) назвали румунську.